# 23543 Saiki
23543 Saiki este o planetă minoră (asteroid), cu un diametru de 7,22 km, din centura de asteroizi. A fost descoperită pe 16 octombrie 1993 la Kitami Observatory⁠(d) de Kin Endate și a fost numită după Takanao Saiki⁠(d). 
Obiectul prezintă o orbită caracterizată de o semiaxă mare de 2,8545098 UAi, o excentricitate de 0,07, o înclinație de 3,32187 ° în raport cu ecliptica.